# Habrosia spinuliflora
Habrosia spinuliflora är en nejlikväxtart som först beskrevs av Nicolas Charles Seringe, och fick sitt nu gällande namn av Edward Fenzl. Habrosia spinuliflora ingår i släktet Habrosia och familjen nejlikväxter. Inga underarter finns listade i Catalogue of Life.